# علم الزائرجة
علم الزائرجة أو علم الدائرية هو من القوانين الصناعية لاستخراج الغيوب المنسوبة إلى العالم المعروف بأبي العباس أحمد السبتي وهو من أعلام المتصوفة بالمغرب كان في آخر المائة السادسة بمراكش وبعهد يعقوب بن منصور من ملوك الموحدين وهي كثيرة الخواص يولعون باستفادة الغيب منها بعملها وصورتها التي يقع العمل عندهم فيها دائرة عظيمة في داخلها دوائر متوازنها للأفلاك والعناصر وللمكونات والروحانيات إلى غير ذلك من أصناف الكائنات الموجودات والعلوم.